# Mount Bess
Mount Bess är ett berg i Kanada.   Det ligger på gränsen mellan Alberta och British Columbia, i den västra delen av landet, 3 200 km väster om huvudstaden Ottawa. Toppen på Mount Bess är 3 203 meter över havet, eller 629 meter över den omgivande terrängen. Bredden vid basen är 4,8 km.
Terrängen runt Mount Bess är bergig söderut, men norrut är den kuperad. Trakten runt Mount Bess är nära nog obefolkad, med mindre än två invånare per kvadratkilometer.. Det finns inga samhällen i närheten. 
Trakten runt Mount Bess är permanent täckt av is och snö.